# بيتر كورك
بيتر كورك (بالإنجليزية: Peter Crook)‏ هو متزحلق حر بريطاني، ولد في 9 يناير 1993 في تورتولا في جزر العذراء البريطانية.

## وصلات خارجية
- بيتر كورك على موقع الاتحاد الدولي للتزلج (التزلج الحر) (الإنجليزية)
- بيتر كورك على موقع أوليمبيديا (الإنجليزية)